# Пустошка (Лузький район)
Пустошка (рос. Пустошка) — присілок у Лузькому районі Ленінградської області Російської Федерації.
Населення становить 5 осіб. Належить до муніципального утворення Серебрянське сільське поселення.

## Історія
Згідно із законом від 28 вересня 2004 року № 65-оз належить до муніципального утворення Серебрянське сільське поселення.

## Населення
| 1838 | 1862 | 1958 | 1997 | 2007 | 2010 |
| ---- | ---- | ---- | ---- | ---- | ---- |
| 62   | ↗79  | ↗122 | ↘32  | ↘25  | ↘5   |